# Escudet
L'escudet, en heràldica, és un moble en forma d'escut petit col·locat dins un camper, generalment en nombre superior a un.
Quan l'escudet està situat al centre o abisme de l'escut i té una mida considerable (d'un terç de la de l'escut, per exemple), es considera una peça ordinària o de segon ordre i s'anomena escussó. De fet, moltes vegades els mots escudet i escussó són utilitzats indistintament, i en algunes tradicions heràldiques com la italiana no hi ha un nom diferent per a cadascuna d'aquestes realitats.
S'anomena escudet de les armes l'escut petit usat com a cimera i que repeteix les armes de l'escut.

## Exemples d'escuts amb escudets

Llimiana
Ciutadilla
Toses
Salàs de Pallars
Vilafranca del Penedès
Alcoi
Portugal